# Puerto Lirquén

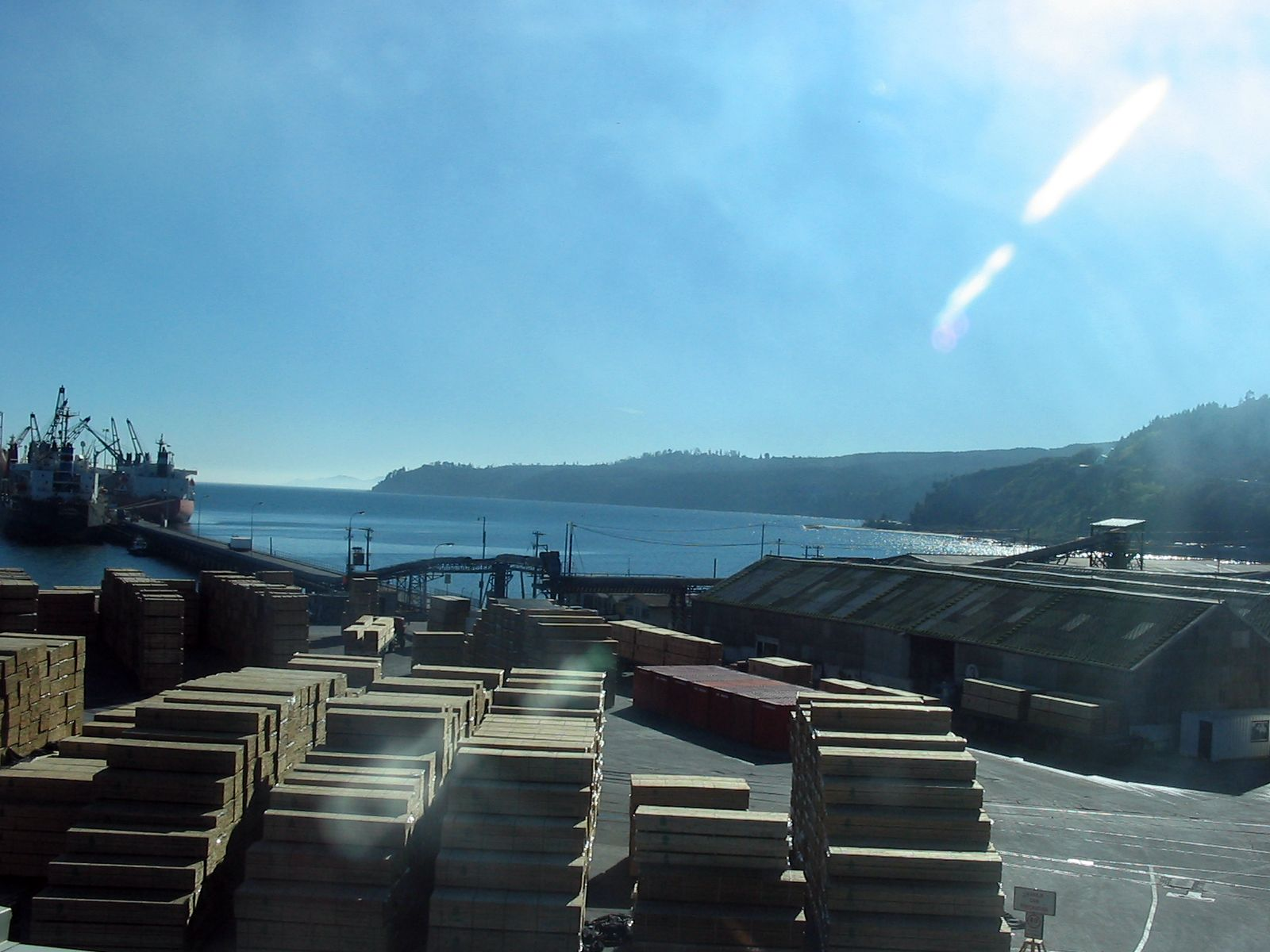
Puerto Lirquén.

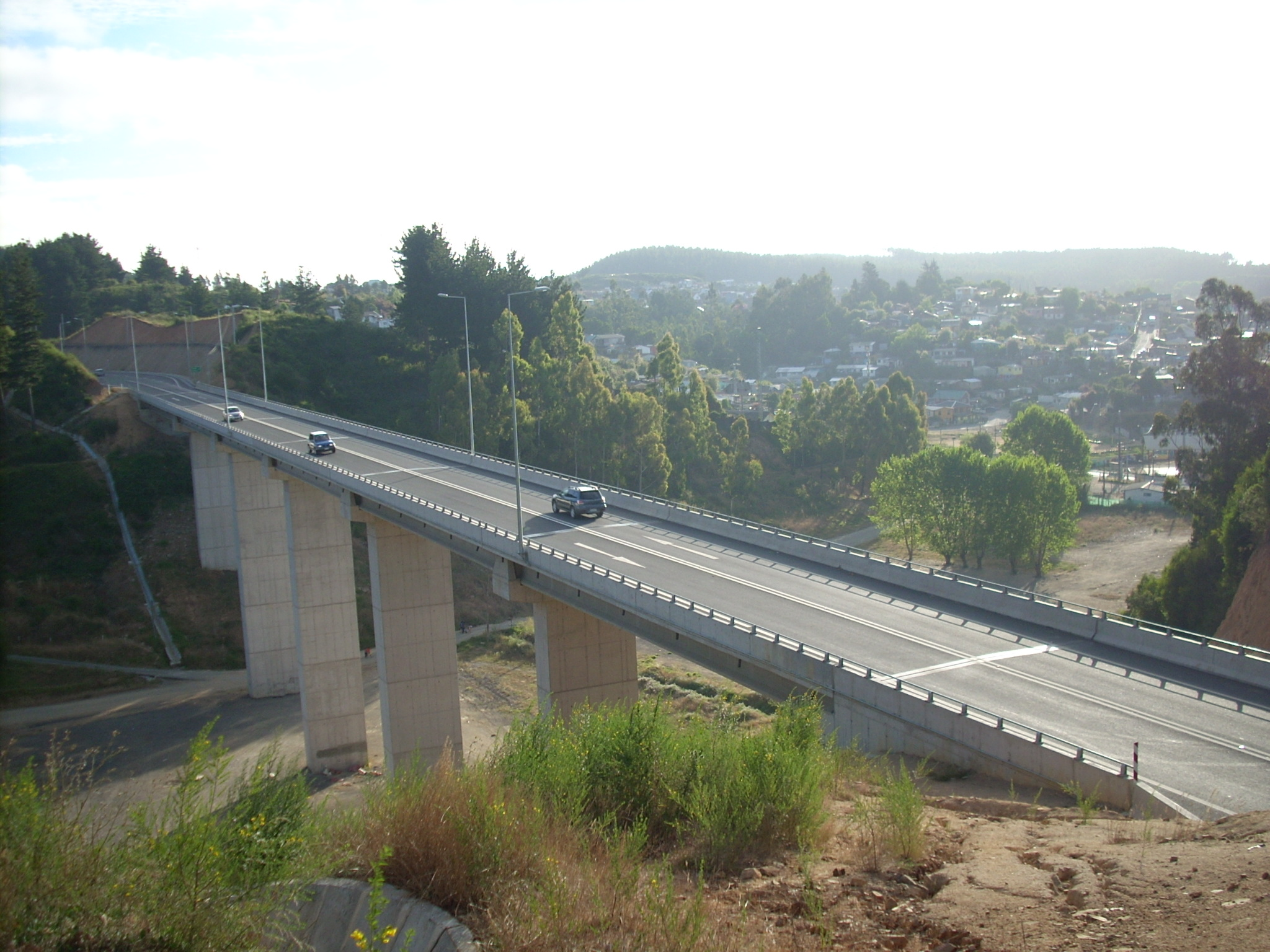
El viaducto Puerto Lirquén es el puente más alto de la Región del Biobío, con 30 metros de altura y 190 metros de largo.

Puerto Lirquén es un recinto portuario propiedad de Portuaria Lirquén, que mueve más de 5 millones de toneladas anuales, principalmente carga forestal, como celulosa, madera aserrada, rollizos y paneles. Se ubica en la comuna de Penco, Región del Biobío, en Chile.
Cuenta con dos muelles con capacidad para seis sitios de atraque, además de infraestructura y servicios especializados en productos forestales, graneles, contenedores y carga general. Es el mayor puerto privado de servicio público en Chile.

## Historia
Sus orígenes se remontan a mediados de siglo XX cuando la desaparecida Carbonífera Lirquén decide en el año 1953, alargar su muelle para permitir el atraque directo de barcos y terminar con el embarque de carbón a través de lanchones. A través del puerto, se embarcaba carbón extraído de la mina, fosforita y azúcar en sacos. 
Al poco tiempo la mina cerró, pero el puerto siguió operando. En el año 1958 se descarga trigo y fertilizantes; además comienzan las exportaciones de madera aserrada realizadas por el empresario tomecino Alejandro Quiero Avendaño. 
En el año 1984 se alargó el muelle n.º 1 y se amplió su capacidad a cuatro barcos. En la década de 1990 se inicia la operación mediante contenedores. Entre los años 1995 y 1996 se construye el muelle n.º 2 con dos sitios de atraque y calados de hasta 50,8 pies. 
El año 2000 se incorporan grúas móviles para el manejo de contenedores a alta velocidad.
Después se construye el patio La Tosca, mediante relleno del fondo marino, eliminando el cerro de material estéril que se había acumulado producto de la operación minera.

## Propiedad
Sus principales accionistas corresponden a empresas del Grupo Matte y también participan en su propiedad, entre otros, Celulosa Arauco y Constitución y Copec.
La carga que mueve son graneles, contenedores y "break bulk". Cuenta con 415 mil metros cuadrados de canchas de acopio, bodegas, galpones, talleres, edificios de administración y áreas comunes.
El presidente del directorio es René Lehuedé Fuenzalida. Su gerente general es Juan Alberto Arancibia Krebs.